# Alida V. Merlo
Alida V. Merlo (* 1949 in Youngstown, Ohio.) ist eine US-amerikanische Kriminologin, die als Professorin an der Indiana University of Pennsylvania forscht und lehrt. 1999/2000 amtierte sie als Präsidentin der Academy of Criminal Justice Sciences (ACJS).

## Werdegang und Wirken
Merlo machte 1971 im Fach Soziologie ein Bachelor-Examen, 1975 im Fach Criminal Justice einen Master-Abschluss an der Northeastern University und wurde 1980 an der Fordham University als Soziologin zur Ph.D. promoviert. Nach verschiedenen akademischen Stationen ist sie seit 1995 Professorin an der Indiana University of Pennsylvania, dort wurde sie für den Zeitraum 2020/21 mit dem Titel Distinguished University Professor geehrt.
Ihre Interessensgebiete sind: Jugendstrafrecht, Strafrechtspolitik, Frauen und das Recht.

## Schriften (Auswahl)
- Mit Peter J. Benekos: What's wrong with the criminal justice system. Ideology, politics, and the media.  Anderson Pub. Co., Cincinnati 2000, ISBN 0-87084-933-6.
- Mit Peter J. Benekos: Crime control. Politics & policy. 2. Auflage,  LexisNexis/Anderson Pub., Newar 2006, ISBN 978-1-593-45347-3.
- Mit Joycelyn M. Pollock: Women, law, and social control. 2. Auflage, Pearson/Allyn and Bacon, Boston 2006, ISBN 0-205-44207-2.
- Mit Peter J. Benekos: The juvenile justice system. Delinquency, processing, and the law. 9. Auflage, Pearson, New York 2019, ISBN 978-0-134-81295-3.